# Špancirfest
Špancirfest är sedan 1999 en årligen återkommande gatufestival i Varaždin i Kroatien. Festivalen hålls årligen i slutet av augusti och början av september och pågår under tio dagar. Bredvid Varaždins barockkvällar är Špancirfest en av stadens främsta evenemang. Festivalen besöks årligen av tusentals besökare från Kroatien och utlandet. 
Špancirfest äger rum i stadens centrala delar som under festivalen förvandlas till ett nöjesområde. Scener, underhållningszoner och bodar uppförs temporärt under festivaldagarna och gatorna kantas av gatuartister, musiker och människor företrädandevis utklädda i kostymer som minner om en svunnen tid.

### Fotnoter
1. ↑  ”Kako je nastao Špancirfest - od ideje do realizacije (Hur uppstod Špancirfest - från idé till realisation)” (på kroatiska) ( PDF). Varaždins turistförening. http://hgk.biznet.hr/hgk/fileovi/7726.pdf. Läst 7 juni 2014.[död länk]